# T1
T1 (Digital Signal 1, DS-1) – podstawowy system zwielokrotnienia kanałów cyfrowych (64 kb/s) w telekomunikacji w Stanach Zjednoczonych i Japonii. Ma 24 kanały (liczone od 0 do 23).
Przepustowość: 24 × 64 kb/s = 1536 kb/s.
Specyfikacja charakterystyk fizycznych hierarchicznych interfejsów cyfrowych (w tym T1) jest zawarta w zaleceniu ITU-T G.703. Charakterystyka funkcjonalna tych interfejsów, związana z węzłami sieci i urządzeniami zwielokrotniającymi, jest zawarta w zaleceniu ITU-T G.704.